# Sextil Pușcariu
Sextil Iosif Pușcariu (Brassó, 1877. január 4. – Törcsvár, 1948. május 5.) román nyelvész.

## Élete
A brassói görög templom előtti házban született. Apja, Iosif Pușcariu ügyvéd és a Cocoșu Roșu című élclap szerkesztője volt. Törcsvár vidéki eredetű családjának több tagja töltött be vezető politikai és ortodox egyházi tisztséget. Középiskolai tanulmányait az ortodox gimnáziumban és a Honterus gimnáziumban végezte. Lipcsében Gustav Weigand, Karl Brugmann, August Leskien és Eduard Sievers, Párizsban Jules Gilliéron, Bécsben Konstantin Josef Jireček és Wilhelm Meyer-Lübke tanítványa volt. 1906-ban a csernovici egyetemen a román filológia tanárává választották, később az egyetem bölcsészkarának dékáni tisztét is betöltötte. 1905-től a Román Akadémia levelező, 1914-től rendes tagja, 1919 után a kolozsvári Ferdinánd Tudományegyetem első rektora volt. Itt megszervezte „A román nyelv múzeumát”, tulajdonképp az egyetem román nyelvészeti intézetét, amelynek a folyóiratát, a Dacoromaniá-t is szerkesztette. A második világháború után  többször kihallgatták légionárius szervezetekben való részvétele miatt, és perének ítélethirdetése előtt érte a halál. A grabeni temetőben nyugszik.

## Munkássága
Főként nyelvtörténettel, nyelvjárástannal és lexikográfiával foglalkozott. Etimológiai szótára Alexandru Cihac hasonló művét váltotta fel, és főként a román nyelv szókincsének latin eredetű részének megvilágításában múlta felül azt. Az Akadémia Bogdan Petriceicu Hașdeu és Alexandru Philippide után rábízta a nagyszótár szerkesztését, és ő is adta ki az F betűtől az L betűig terjedő részt. Kolozsvárt ő indította meg a román nyelvatlasz munkálatait, ő fogalmazta meg annak kérdőíveit. Ő írta az isztroromán nyelvjárásokról szóló, mindmáig legrészletesebb monográfiát. A román nyelvészek közül elsőként hasznosította a prágai iskola fonológiai eredményeit. Visszaemlékezéseinek első kötete (Spița unui neam din Ardeal – 'Egy erdélyi család leszármazása') apai felmenőinek és a rokon brassói családoknak a története. A Brașovul din altădată ('Az egykori Brassó') a 19. század végi Brassó társadalmának, kultúrájának és helyszíneinek a krónikája. A Călare pe două veacuri ('Lóháton két évszázadon át') az 1895 és 1906 közötti évekről számol be.

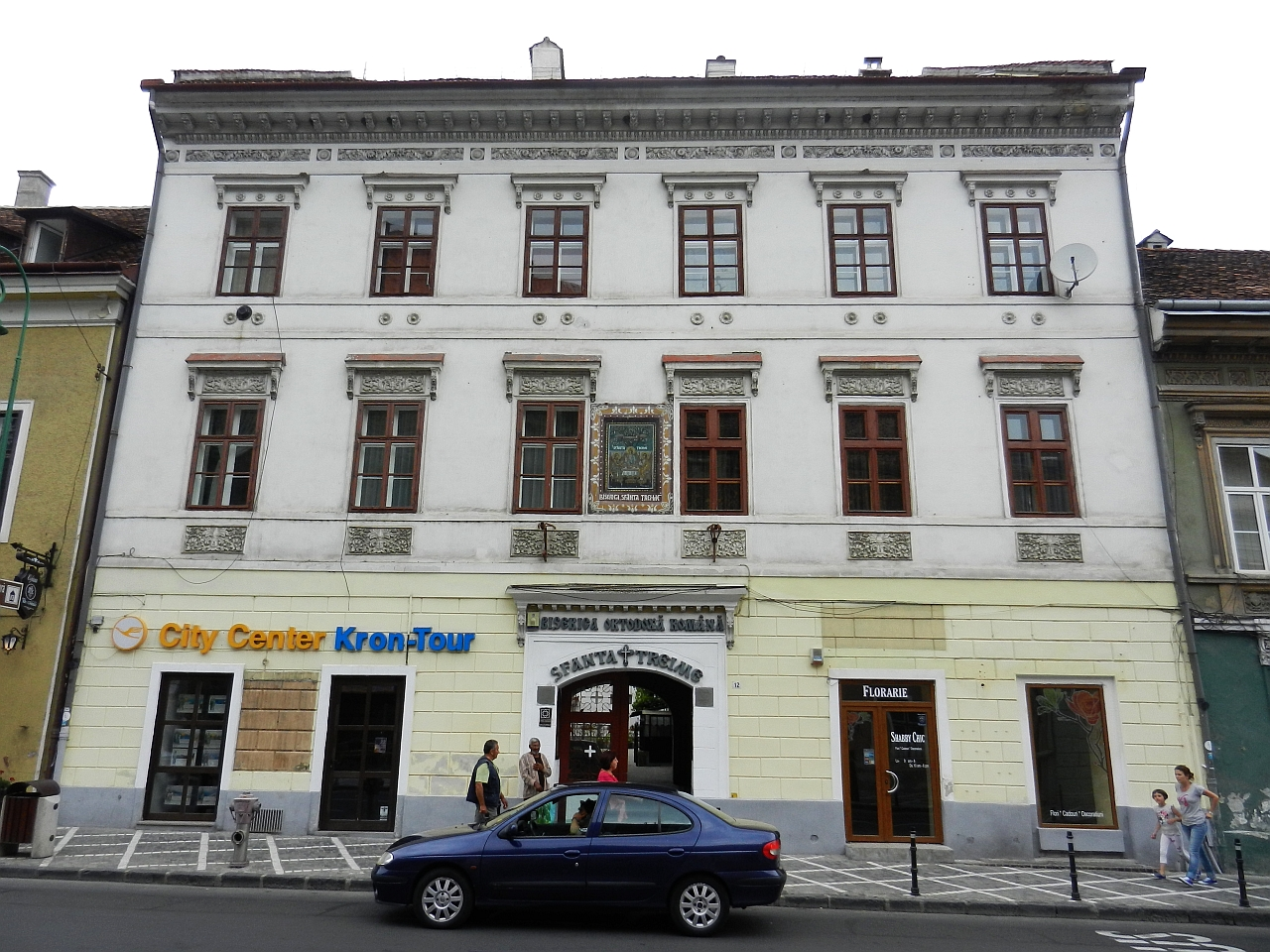
Pușcariu brassói szülőháza

## Munkái
- Etymologisches Wörterbuch der rumänischen Sprache. ('A román nyelv etimológiai szótára') Heidelberg, 1905
- Studii istroromâne ('Isztroromán tanulmányok') 1–3. București [Bukarest], 1906–29
- Zur Rekonstruktion des Urrumänischen. ('Az ősromán nyelv rekonstrukciójához') Halle, 1910
- Istoria literaturii române. Epocha veche. ('Román irodalomtörténet. Régi kor') Sibiu [Nagyszeben], 1921
- Limba română
  - 1. Privire generală. ('A román nyelv. 1. Áttekintés.') București, 1940
  - 2. Rostirea. ('Kiejtés') Uo., 1959
- Călare pe două veacuri. Uo., 1968
- Cercetări și studii. ('Kutatások és tanulmányok') Uo., 1974
- Brașovul de altădată. Cluj-Napoca [Kolozsvár], 1977[2]
- Spița unui neam din Ardeal. Uo., 1998